# Corgatha melanistis
Corgatha melanistis là một loài bướm đêm trong họ Erebidae.